# Dierama trichorhizum
Dierama trichorhizum är en irisväxtart som först beskrevs av John Gilbert Baker, och fick sitt nu gällande namn av Nicholas Edward Brown. Dierama trichorhizum ingår i släktet Dierama och familjen irisväxter. Inga underarter finns listade i Catalogue of Life.